# Комаров, Сергей Анатольевич
Сергей Анатольевич Комаров (род. 9 декабря 1983 года) — бывший российский горнолыжник, член олимпийской сборной команды России на Олимпийских играх 2002 года. Чемпион зимней Универсиады 2003 года в супергиганте, двукратный серебряный призёр чемпионата мира среди юниоров 2003 года. Старший тренер женской сборной России по горнолыжному спорту. Мастер спорта международного класса.

## Биография
Сергей Комаров родился 9 декабря 1983 года. Его первым тренером был отец, Анатолий Леонидович Комаров. В 1999 году Сергей стал членом сборной команды России по горнолыжному спорту. Выступал за ФСО профсоюзов «Россия» и Московскую область. В возрасте 17 лет стал мастером спорта международного класса. В 2002 году принял участие в зимних Олимпийских играх в Солт-Лейк-Сити, где занял 22-е место в комбинации, 40-е место в гигантском слаломе и 44-е место в скоростном спуске. После Олимпиады Сергей Комаров стал абсолютным чемпионом России. 
В январе 2003 года выиграл золото в супергиганте на зимней Универсиаде в Италии, опередив всех соперников более чем на секунду. В 2003 году на чемпионате мира среди юниоров во французском Бриансонне завоевал две серебряные медали: в супергиганте и в скоростном спуске. В 2005 году на чемпионате мира в Бормио получил травму ноги. Через год он восстановился и должен был принимать участие в зимних Олимпийских играх в Турине, но из-за плохо сделанной операции вновь получил травму. В 2012 году Сергей Комаров завершил спортивную карьеру и стал старшим тренером женской сборной России по горнолыжному спорту.